# Hessen-Nassauischer Hüttenverein
Der Hessen-Nassauische Hüttenverein (HNHV) wurde im März 1883 von der Unternehmerfamilie Jung durch die Zusammenlegung ihrer drei Unternehmungen J.J. zu Ludwigshütte, J.J. Jung zu Steinbrücken und J.J. Jung zu Amalienhütte bei Laasphe als Aktiengesellschaft mit Sitz in Steinbrücken gegründet. Der Gründerkrach traf die Hüttenindustrie im Lahn-Dill-Raum besonders schwer und veranlasste die Familie, die Struktur und Leitung des Unternehmens zu straffen. Mit einer stärkeren Konzentration der Produktionslinien auf einzelne Standorte sollten Synergien genutzt werden. Bis dahin hatten die drei Unternehmungen eine recht eigenständige Unternehmenspolitik betrieben und sich nicht selten mit den gleichen Erzeugnissen Konkurrenz gemacht.

## Familie Jung
Die Keimzelle der wirtschaftlichen Aktivitäten der aus dem Siegerland stammenden Familie Jung im Dillenburger Raum war das Unternehmen „J.J. Jung zu Steinbrücken“, bestehend aus dem Steinbrücker und Teichhammer und der Eibelshäuser Hütte. Johann Jakob Jung, der jüngere Bruder von Johann Heinrich Jung (1761–1832), hatte sie 1822/1824 von der Regierung des Herzogtums Nassau gepachtet. Die Familie Jung konnte sie 1865 käuflich erwerben. Der Vater der Brüder war der Berg- und Hüttenkommissar Johann Helmann Jung (1734–1809) aus Müsen. Ihr Großvater Johann Heinrich Jung war Oberbergmeister in Littfeld. Ihr Urgroßvater war der Kirchenälteste Johan Eberhard Jung (1680–1751), genannt Ebert Jung, aus dem heutigen Grund (Hilchenbach).

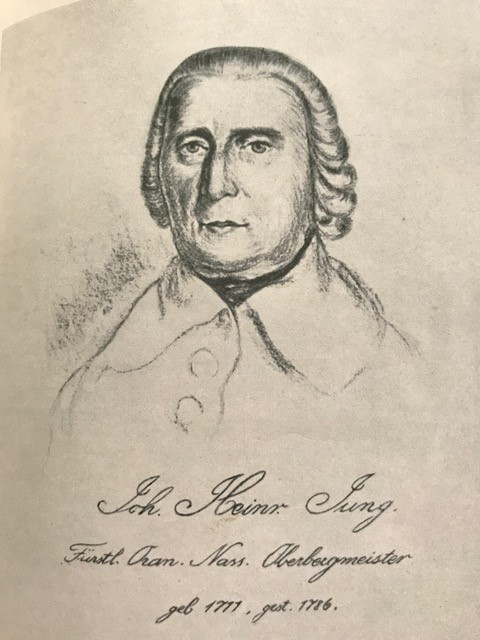
Johann Heinrich Jung (1711–1786)
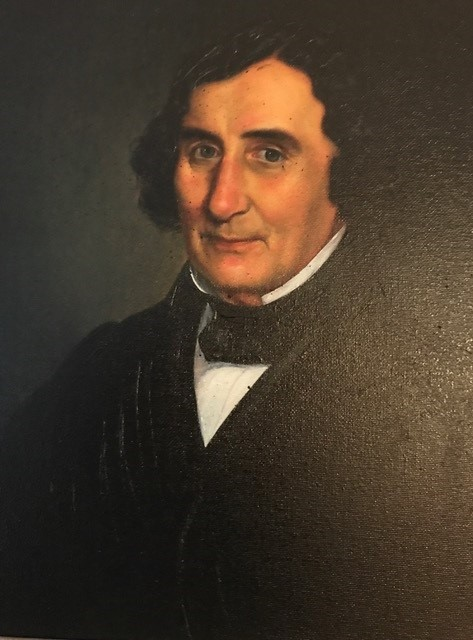
Johann Jacob Jung (1779–1847)
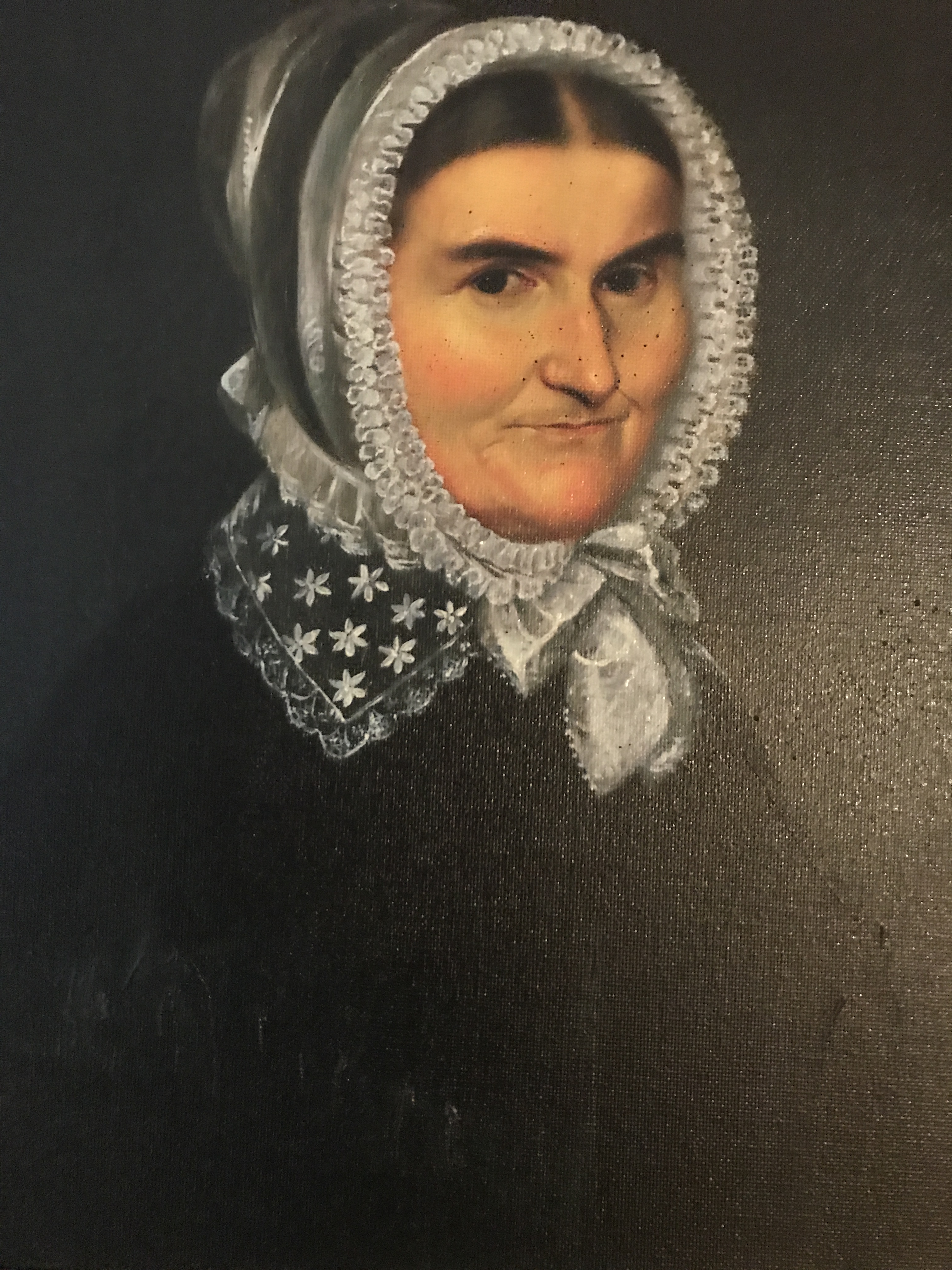
Amalie Jung (1782–1850)
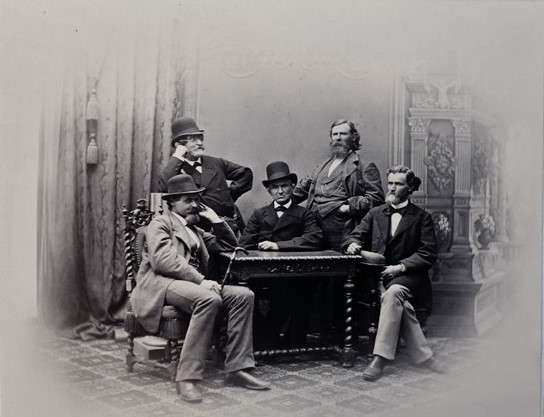
Fünf Jungs
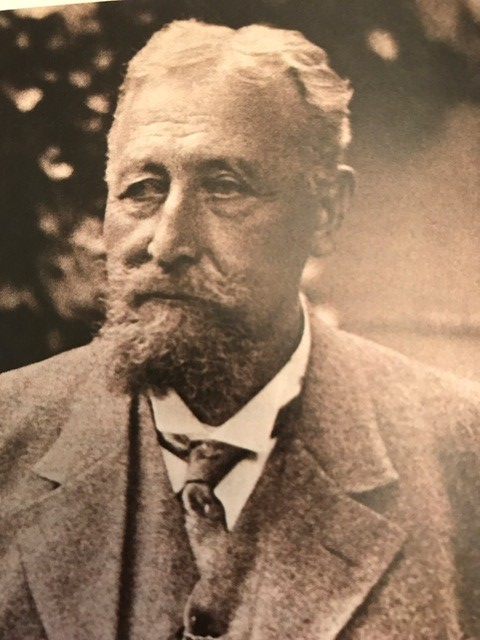
Gustav Jung (1859–1929)
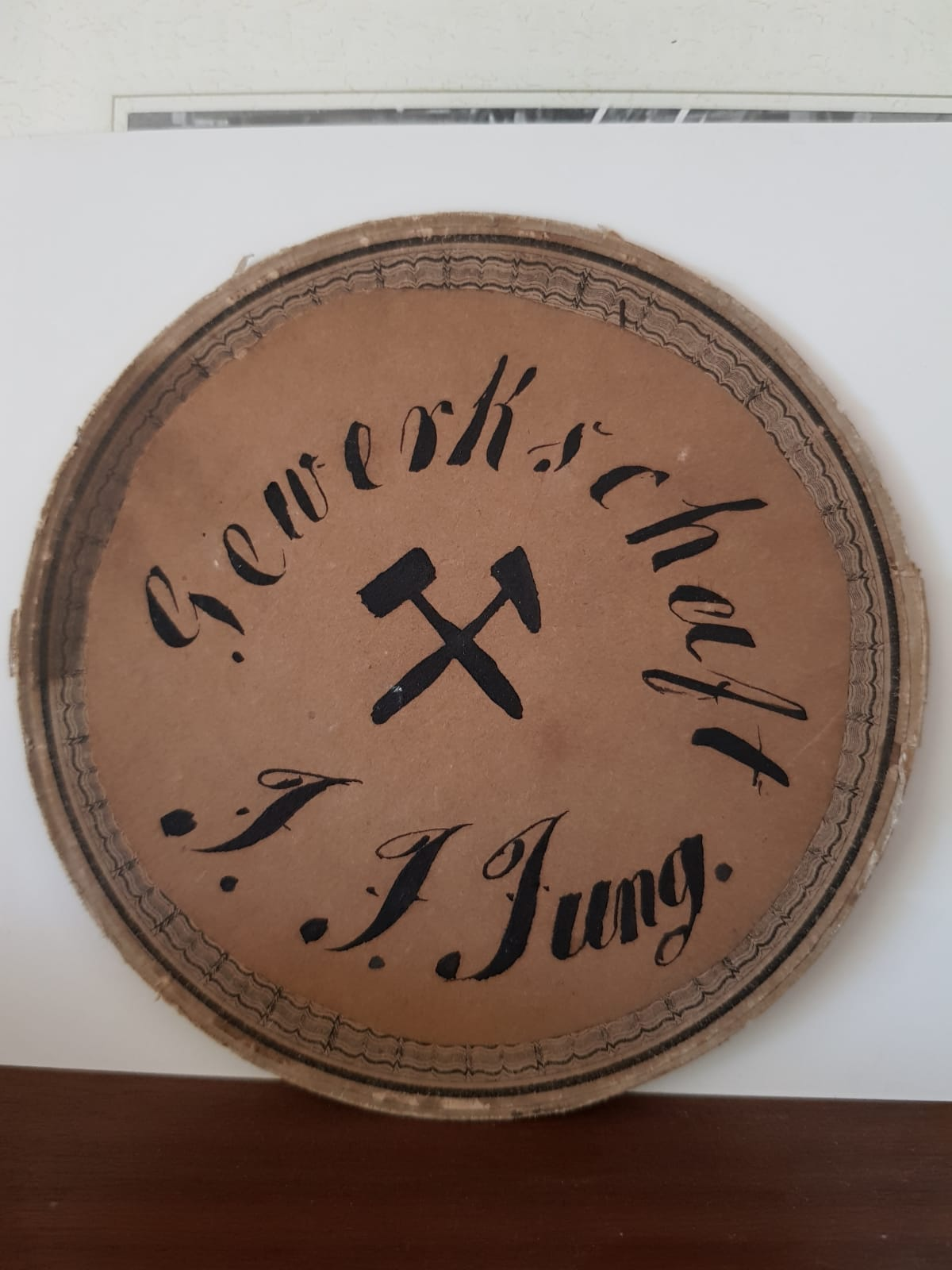
Gewerkschaft J. J. Jung

## Unternehmensgeschichte
Der Name „Hessen-Nassauischer Hüttenvereins“ war offensichtlich in Anlehnung an den früheren „Oberhessischen Hüttenverein zu Ludwigshütte“ gewählt worden.

### Standorte des Hessen-Nassauischen Hüttenvereins

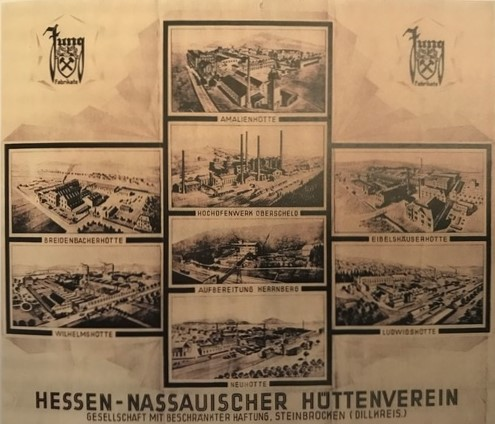
Werke des Hessen-Nassauischen Hüttenvereins

Der Hessen-Nassauische Hüttenverein (HNHV) umfasste die Amalienhütte bei Bad Laasphe, die Ludwigshütte bei Biedenkopf, die Neuhütte (Ewersbach) bei Straßebersbach, die Steinbrücker Hütte  und Hammerwerke bei Steinbrücken (Dietzhölztal) und die Eibelshäuser Hütte bei Eibelshausen sowie den umfangreichen Besitz an Eisensteingruben dieser Hütten. Das ebenfalls von der Familie 1875 gegründete Puddel- und Walzwerk zu Wetzlar J.J. Jung-Walzwerk – später in Carolinen-Hütte umbenannt – blieb als eigenständiges Unternehmen bestehen. Die Bergwerke ohne Eisenstein, Kupfer und Metallerz erhielten eine eigene Gesellschaft in Dillenburg, die unter dem alten Firmennamen J.J. Jung firmierte.

### Unternehmensform und Leitung
Das Aktienkapital des Hessen-Nassauischen Hüttenvereins (HNHV) betrug 2.100.000 Mark (1871) und teilte sich in 2.100 vinkulierte Aktien zu jeweils 1.000 Mark auf, um den Fortbestand als Familienunternehmen zu gewährleisten. Die Vinkulation verhinderte, dass die einzelnen Familienmitglieder ihre Aktien frei am Markt verhandelten, weil ihre Verkehrsfähigkeit gegenüber Inhaberaktien stark eingeschränkt war. Jeder der sieben von Johann Jakob Jung abstammenden Erblinien der Familie Jung erhielt 300 Aktien: 1. Pfarrer Friedrich Vogel (1800–1887) zu Feudingen bei Laasphe, verheiratet mit Marianne Jung (1807–1878), 2. Ferdinand Jung (1811–1883) zu Dillenburg, 3. Jakob Jung (1814–1890) zu Steinbrücken, 4. Friedrich Jung (1820–1902) zu Steinbrücken, 5. Julius Jung (1822–1892) von der Amalienhütte, 6. Gustav Jung (1824–1904) von der Amalienhütte und 7. Julius Conrad (1839–1894) zu Steinbrücken als Sohn von Amalie Jung (1812–1860) und Friedrich Conrad (1805–1841).
Die Organe des Hessen-Nassauischen Hüttenvereins setzten sich aus einer Direktion, einem Aufsichtsrat und einer Generalversammlung zusammen. Die Direktion bestand nach dem Tod des ältesten Teilhabers Ferdinand Jung sen. (1811–1883) aus den Vorstandsmitgliedern Julius Conrad (1839–1894), Emil Hecker (1848–1902), Ferdinand Jung jun. (1867–1928) und Gustav II. Jung (1859–1929). Die Vertretung des Unternehmens und die Namenzeichnung konnte auch Gustav August Jung (1824–1904) von der Amalienhütte wahrnehmen; denn aufgrund seines Alters, seines Ansehens und seiner Erfahrung hatte er nominell die Gesamtleitung des Unternehmens inne. Gustav I. Jung war gleichzeitig Vorsitzender des Aufsichtsrates, dem die Ernennung der Mitglieder der Direktion, die Aufsicht über das Gesamtunternehmen, die Bilanzprüfung und die Beschlussfassung über größere Geschäfte und Geschäftsveränderungen oblag. Die Generalversammlung der Aktionäre wählte die Mitglieder des Aufsichtsrats sowie zwei Rechnungsprüfer für den Jahresabschluss. Entscheiden musste dieses Organ auch über Neuerwerbungen und Erweiterungen, die einen Wert von 50.000 Mark überschritten.
Eine konzentrierte Leitung des Gesamtunternehmens, wie ursprünglich bei der Gründung des HNHV vorgesehen, lief jedoch den dezentralen Konzernstrukturen zuwider. Die einzelnen Werke innerhalb des Hüttenvereins entwickelten sich immer mehr zu selbstständigen Einheiten mit einer eigenen kaufmännischen und technischen Betriebsführung, zu einem Zeitpunkt, als im deutschen Montansektor ein starker Konzentrationsprozess zu effizient strukturierten Betriebsformen stattfand. Teilweise machten sich die einzelnen Werke des Hessen-Nassauischen Hüttenvereins weiterhin mit ihren Produkten Konkurrenz, als gemeinsam gegenüber ihren Mitbewerbern wie den Frank’schen Eisenwerken, Haas & Sohn oder dem Buderus-Konzern auf dem Markt aufzutreten.

### Expansionskurs des Hessen-Nassauischen Hüttenvereins
Nach der Gründung des Hessischen-Nassauischen Hüttenvereins (HNHV) setzte die Familie Jung ihre Wachstumspolitik unvermindert fort. Als die Erbinnen der Wilhelmshütte bei Wolfsgruben im Kreis Biedenkopf – die Gräfin Amélie von Reichenbach-Lessonitz (1838–1912) aus Frankfurt am Main und die Prinzessin Pauline von Löwenstein-Wertheim-Freudenberg geb. Gräfin von Reichenbach-Lessonitz (1858–1927) – ihre Veräußerungsabsichten bekanntgaben, gelang es Gustav I. Jung von der Amalienhütte, diese Hütte nach langwierigen Verhandlungen im Dezember 1897 zu erwerben. Übernommen wurde die Wilhelmshütte weniger zur Ausweitung der Gießereiproduktion des Hessen-Nassauischen Hüttenvereins; vielmehr sollte ein Mitbewerber aus dem Feld geschlagen und der Ankauf durch einen anderen Konkurrenten verhindert werden. Um nicht mit ihren bisherigen Produkten innerhalb des Hessen-Nassauischen Hüttenvereins konkurrieren zu müssen, spezialisierte sich die Wilhelmshütte auf die Herstellung von Zubehörteilen für den sich mehr und mehr verbreitenden Einsatz von Zentralheizungen. Mit dem Bau eines neuen Gießereiwerks in Breidenbach (1914) rundete der Hessen-Nassauische Hüttenverein seinen Firmenbesitz ab. Das Werk ging 1915 mit Kupolofen und Stahlwerk in Betrieb.

### Aufgabe der Holzkohlenhochöfen und Bau des Hochofenwerks Oberscheld
Die weitere unternehmerische Entwicklung des Hessen-Nassauischen Hüttenvereins (HNHV) war zunächst durch die Aufgabe der eigenen Holzkohlenhochöfen hin zu einem reinen Gießereibetrieb auf der Grundlage der Kupolöfen gekennzeichnet. Die überkommene Technik der Holzkohlenverhüttung war gegenüber der preisgünstigeren Koksverhüttung und den Fortschritten bei der Anwendung von Eisen auf Basis der Kokshochöfen in den Gießereien nicht mehr wettbewerbsfähig. Die Amalien- und Ludwigshütte legten ihre Holzkohlenhochöfen 1883 still. Der letzte Holzkohlenhochofen des Hessen-Nassauischen Hüttenvereins und des Lahn-Dill-Gebietes überhaupt wurde im April 1898 auf der Neu- und Eibelshäuser Hütte ausgeblasen. Der HNHV war jetzt einerseits ein reines Gießereiunternehmen und auf der andererseits ein reines Bergbauunternehmen. Die bisher dazwischengeschaltete Produktionsstufe der Verhüttung fehlte nun gänzlich. Er verkaufte die auf seinen Bergwerken gewonnenen Eisenerze an fremde Kokshochofenwerke und bezog das für die Kupolöfen benötigte Gießroheisen von auswärts, zum Teil auch vom Konkurrenten Buderus.
Der HNVH hing ohne eigene Verhüttung nun stark vom Marktumfeld ab. Schließlich entschloss sich der Hüttenverein 1903, wieder ein eigenes Hochofenwerk nun auf der Basis der Koksverhüttung in Oberscheld, das Hochofenwerk Oberscheld zu errichten, um von den Marktschwankungen für Gießereiroheisen unabhängig zu werden. Zudem ermöglichte die 1872 in Betrieb genommene Scheldetalbahn den Antransport von Steinkohlen aus dem Ruhrgebiet zur Herstellung des für den Hochofenbetrieb notwendigen Koks. Der erste Abstich erfolgte 1905. Ein zweiter Hochofen ging 1908 in Produktion.

### Hessen-Nassauische Überlandzentrale
Die Familie Jung handelte bei der Planung und dem Bau des Hochofenwerks auch in einer anderen Richtung unternehmerisch weitsichtig. Sie verband die Hochofenanlagen mit einer elektrischen Kraftzentrale, um das überschüssige Gichtgas zur Erzeugung von elektrischer Energie gewinnbringend zu nutzen. Die Kraftzentrale ging Ende 1905 in Betrieb. Der Strom diente zunächst zur Elektrifizierung der im Schelder Wald gelegenen Gruben und versorgte nach dem Bau einer Überlandleitung immer mehr Kommunen in der Lahn-Dill-Region mit Strom. Die Ausdehnung des Stromgeschäftes machte es notwendig, die gesamte Betriebsführung des Leitungsnetzes mit seinen Neben- und Hilfsanlagen sowie die kaufmännische Verwaltung vom Hochofenwerk zu trennen und in eine eigenständige Gesellschaft zu überführen. Die Familie Jung gründete dieses neue Unternehmen Ende 1913 als „Hessen-Nassauische Überlandzentrale GmbH“ mit Sitz in Oberscheld. Bis zum Ausbruch des Ersten Weltkrieges baute sie den Hessen-Nassauischen Hüttenverein mit seinen neun Standorten – der Amalien-, Eibelshäuser-, Wilhelms-, Ludwigs-, Neu- und Breidenbacherhütte, der Bergverwaltung in Dillenburg, dem Hochofenwerk Oberscheld und der Hessen-Nassauische Überlandzentrale GmbH – zu einem durchaus schlagfertigen arbeitsteiligen Unternehmensverbund aus. Seine Produktionspalette umfasste den gesamten Sanitärsektor, gusseiserne Herde und Öfen, gusseiserne Ofenplatten, Kesselöfen für Zentralheizungsanlagen sowie eine Palette von weiteren Produkten aus Gusseisen. Der HNHV war nach den Buderus-Werken das zweitgrößte Industrieunternehmen im Lahn-Dill-Raum.

### Das Ende des Hessen-Nassauischen Hüttenvereins
Bei seiner verzweigten Unternehmensstruktur konnte das Familienunternehmen Jung im prosperierenden Deutschen Kaiserreich verhältnismäßig gut agieren; aber in den wirtschaftlich schwierigen Zeiten der Weimarer Republik und besonders in der Weltwirtschaftskrise zeigten sich die großen Nachteile dieser dezentralen Organisation. Trotz gleich gelagerter Betriebe war sie kaum in der Lage, Kosten einsparende Synergieeffekte zu nutzen. Das Hochofenwerk in Oberscheld lief nur noch mit einem Hochofen und bedingt durch den geringeren Ausstoß an Gichtgas konnte die Hessen-Nassauische Überlandzentrale nicht ausreichend Strom produzieren. Der Hessen-Nassauische Hüttenverein (HNHV) litt schon seit dem Ende des Ersten Weltkrieges unter einem erheblichen Kapitalmangel. Deshalb verkaufte er 1925 die Hessen-Nassauische Überlandzentrale G.m.b.H an den Bezirksverband Wiesbaden.
Der HNVH geriet in der Weltwirtschaftskrise nach 1929 immer mehr in ökonomische und finanzielle Schwierigkeiten. 1933 zwangen sie ihn, mit Buderus eine Interessengemeinschaft einzugehen. Schließlich ging der Hessen-Nassauische Hüttenverein am 1. Dezember 1935 vollständig auf den Buderus-Konzern über. Nach 53-jährigem Bestehen wurde der Firmenname 1936 aus dem Handelsregister gelöscht. Die einzelnen Standorte des HNHV waren nun Teil des Buderus-Konzerns. Einige wenige ehemalige Unternehmen des HNVA wie die Eibelshäuser Hütte oder die Breidenbacher Eisengießerei existieren trotz mehrfachen Besitzerwechsels noch heute. An Standorten wie der Neuhütte haben sich andere Unternehmen angesiedelt.